# 321453 Alexmarieann
321453 Alexmarieann è un asteroide della fascia principale. Scoperto nel 2009, presenta un'orbita caratterizzata da un semiasse maggiore pari a 3,1808933 UA e da un'eccentricità di 0,2726759, inclinata di 29,10293° rispetto all'eclittica.